# 6998 Tithonus
6998 Tithonus este o planetă minoră (asteroid), cu un diametru de 27,828 km, din Asteroid troian al lui Jupiter. A fost descoperită pe 16 octombrie 1977 la Observatorul Palomar de Cornelis Johannes van Houten și a fost numită după Tithonus⁠(d). 
Obiectul prezintă o orbită caracterizată de o semiaxă mare de 5,1812303 UAi, o excentricitate de 0,069, o înclinație de 1,72953 ° în raport cu ecliptica.